# 藤原道隆三女
藤原道隆三女，本名不详，生卒年不详。父关白藤原道隆，母高阶贵子，一条天皇皇后宫藤原定子、三条天皇东宫妃藤原原子同母妹，排行第三，史书以道隆第三姬君称之。

## 略历
正历4年（993年）2月22日（993年3月17日）与表兄敦道亲王（敦道亲王之母藤原超子为藤原道隆的同母妹妹，冷泉天皇第四皇子，三条天皇之弟）、二姐藤原原子、四妹御匣殿同日在父亲藤原道隆的宅邸东三条殿的南院举行成年礼。
她被许配给表兄敦道亲王为王妃。
与大姐藤原定子相同，三姬君亦是才华出众，同时个性不拘小节。据《枕草子》第二百五十六段记载，三姬君的身高看起来也较二姐、四妹更为高大。一次敦道亲王设宴，三姬君直接掀起帘子来看客人们。敦道亲王每次与来做客的文人相见，三姬君要么隔着屏风给诗文做得好的人投金子，要么直接品评他的文章。敦道亲王最终“愧而出之”，与三姬君离婚。
后来敦道亲王再娶三条天皇皇后藤原娍子之妹为妃，又因敦道亲王与著名的和歌歌人和泉式部相恋，强行将和泉式部以侍女的名义带回家私藏而惹怒继妃，再离婚。